# Championnats des États-Unis d'athlétisme en salle 2017
Navigation
2016 2018
Les championnats des États-Unis d'athlétisme en salle 2017 se déroulent du 3 au 5 mars 2017 à l'Albuquerque Convention Center (en) d'Albuquerque, aux États-Unis. La compétition détermine les champions d'athlétisme séniors et juniors des États-Unis en salle.

## Résultats

### Hommes
| Épreuves                    | Or                                | Argent                         | Bronze                          |
| 60 m                        | Ronnie Baker 6 s 45               | LeShon Collins 6 s 54          | Desmond Lawrence 6 s 58         |
| 300 m                       | Noah Lyles 31 s 87 (CR)           | Paul Dedewo 31 s 92            | Dontavius Wright 32 s 56        |
| 600 m                       | Erik Sowinski 1 min 15 s 07 (CR)  | Casimir Loxsom 1 min 15 s 18   | Shaquille Walker 1 min 15 s 39  |
| 1 000 m                     | Clayton Murphy 2 min 18 s 60 (CR) | Brannon Kidder 2 min 19 s 10   | Andrew Wheating 2 min 20 s 39   |
| Mile                        | Ben Blankenship 3 min 59 s 22     | Cristian Soratos 3 min 59 s 56 | Garrett Heath 4 min 00 s 31     |
| 2 Miles                     | Paul Chelimo 8 min 28 s 53        | Woody Kincaid 8 min 38 s 66    | Ryan Hill 8 min 38 s 81         |
| 60 m haies                  | Aries Merritt 7 s 51              | Aleec Harris 7 s 54            | Jarret Eaton 7 s 59             |
| Marche athlétique (2 Miles) | John Nunn 12 min 38 s 37          | Nick Christie 13 min 11 s 81   | Jonathan Hallman 13 min 29 s 00 |
| Saut en hauteur             | Erik Kynard 2,30 m                | Allex Austin 2,24 m            | Deante Kemper 2,24 m            |
| Saut à la perche            | Sam Kendricks 5,85 m              | Logan Cunningham 5,65 m        | Chris Pillow 5,65 m             |
| Saut en longueur            | La'Derrick Ward 7,93 m            | Brendan Ames 7,74 m            | Kendall Spencer 7,66 m          |
| Triple saut                 | Chris Carter 17,10 m              | Donald Scott 16,99 m           | Joshua Honeycutt 16,91 m        |
| Lancer du poids             | Darien Moore 20,78 m              | Jon Jones 20,53 m              | David Pless 20,31 m             |
| Heptathlon                  | Japheth Cato 5 738 points         | Austin Bahner 5 640 points     | Thomas Hopkins 5 417 points     |

### Femmes
| Épreuves                    | Or                                      | Argent                          | Bronze                         |
| 60 m                        | Morolake Akinosun 7 s 08                | Dezerea Bryant 7 s 11           | Lekeisha Lawson 7 s 15         |
| 300 m                       | Phyllis Francis 36 s 15                 | Joanna Atkins 36 s 18           | Candace Hill 36 s 56           |
| 600 m                       | Ajee Wilson 1 min 23 s 84 (CR)          | Courtney Okolo 1 min 24 s 00    | Kendra Chambers 1 min 25 s 46  |
| 1 000 m                     | Charlene Lipsey 2 min 37 s 97 (CR)      | Lauren Johnson 2 min 38 s 33    | Hannah Fields 2 min 40 s 18    |
| Mile                        | Shelby Houlihan 4 min 45 s 18           | Colleen Quigley 4 min 45 s 58   | Heather Kampf 4 min 46 s 06    |
| 2 Miles                     | Shelby Houlihan 10 min 19 s 14          | Heather Kampf 10 min 21 s 80    | Sara Sutherland 10 min 22 s 49 |
| 60 mètres haies             | Kendra Harrison 7 s 81                  | Jasmin Stowers 7 s 82           | Christina Manning 8 s 02       |
| Marche athlétique (2 Miles) | Maria Michta-Coffey 13 min 55 s 27 (CR) | Miranda Melville 14 min 26 s 42 | Katie Burnett 15 min 03 s 36   |
| Saut en hauteur             | Vashti Cunningham 1,96 m                | Inika McPherson 1,88 m          | Maya Pressley 1,85 m           |
| Saut à la perche            | Sandi Morris 4,70 m                     | Katie Nageotte 4,65 m           | Mary Saxer 4,65 m              |
| Saut en longueur            | Erica Bougard 6,44 m                    | Jessie Gaines 6,42 m            | Kenyattia Hackworth 6,38 m     |
| Triple saut                 | Tori Franklin 13,86 m                   | Danylle Kurywchak 13,41 m       | Blessing Ufodiama 13,33 m      |
| Lancer du poids             | Michelle Carter 19,03 m                 | Brittany Smith 18,29 m          | Felisha Johnson 18,23 m        |
| Pentathlon                  | Erica Bougard 4 558 points              | Sharon Day-Monroe 4 404 points  | Sami Spenner 4 211 points      |